# Robert Shelton
Robert Shelton, właściwie Robert Shapiro (ur. 28 czerwca 1926 r. w Chicago, zm. 1 grudnia 1995 w Brighton), krytyk muzyczny i filmowy.
Największym osiągnięciem Sheltona był niewątpliwie współudział w wypromowaniu nieznanego dwudziestoletniego piosenkarza folkowego, Boba Dylana. Dylan, który występował w jednym z lepszych lokali w Greenwich Village, Gerdes Folk City przed występem bluegrassowego zespołu The Greenbriar Boys. Pozytywna recenzja Sheltona otworzyła Dylanowi drogę do podpisania profesjonalnego kontraktu z wytwórnią Columbia i nagrania utworu Blowin' in the Wind przez zespół Peter, Paul and Mary.
Shelton urodził się i wychował w Chicago w stanie Illinois. W latach 1944–45 służył w armii amerykańskiej, a następnie wstąpił do szkoły dziennikarstwa na Northwestern University. W 50. przeprowadził się do Nowego Jorku, niebawem dołączając do redakcji New York Times. Przez dziesięć lat (1958–68 był recenzentem, specjalizującym się głównie w muzyce folk, ale także pop i country, dzięki czemu zaprzyjaźnił się z wieloma artystami, rozszerzając swoje wpływy poza szpalty Timesa'. Poza tym tworzył programy na Newport Folk Festival i, jako Stacey Williams, pisywał notki do albumów wielu wykonawców, w tym Dylana. Na początku lat 60. współtworzył magazyn Hootenanny.
Shelton spędził lata na tworzeniu biografii Dylana, zatytułowanej No Direction Home, opublikowanej ostatecznie w 1986 r. Jej tytuł, który pochodzi ze słów piosenki Like a Rolling Stone z albumu Highway 61 Revisited został następnie wykorzystany przez Martina Scorsesego w filmie dokumentalnym opowiadającym o wczesnej karierze Dylana. Z innych prac Sheltona można wymienić Electric Muse: The Story of Folk Into Rock czy The Face of Folk Music.
W 1982 r. Shelton przeprowadził się do Brighton w Anglii, gdzie pisał głównie o filmach aż do swojej śmierci. Wiele spośród jego prac zostało przekazanych Liverpool University.